# William Falconer
William Falconer (Edinburgh, 1732. február 11. – 1769 vége felé) skót költő.

## Élete
Egy borbély fia volt. Korán árvaságra jutott, és tengerésznek állt. Egy olasz part közelében szenvedett hajótörés után megírta The shipwreck című költeményét (London, 1762), amellyel nagy sikert aratott, és hatására felvették a királyi tengerészethez. 1769-ben Indiába ment az Aurora nevű hajóval, amelynek decemberben Fokváros után nyoma veszett. 

## Munkássága
Ódákat és szatirákat (The demagogue) is írt, amelyek Poems címmel jelentek meg 1836-ban. Írt egy tengerészeti szótárt Universal dictionary of the marine címmel (1769).